# Hakone Kunstmuseum

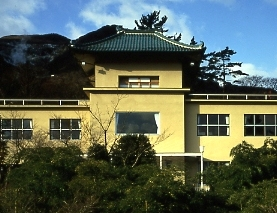
Hakone-Kunstmuseum

Das Hakone Kunstmuseum (japanisch 箱根美術館, Hakone bijutsukan) in Hakone in der Präfektur Kanagawa ist ein privates Museum, das 1952 eröffnet wurde. 

## Übersicht
Das  Hakone Kunstmuseum, früher bekannt als „Kyūsei Hakone Art Museum“, wird, zusammen mit dem 1957 eröffneten MOA-Kunstmuseum, von der 1935 gegründeten religiösen Vereinigung „Sekai Kyūsei Kyō“ (世界救世教) – etwa „Glaubensvereinigung zur Rettung der Welt“ getragen. Die beiden Museen teilen sich die Kunst-Sammlung von Okada Mokichi (1882–1955), dem Gründer der Vereinigung.
Im größeren der beiden Häuser in Hakone, errichtet in einem bewaldeten Garten, zeigt das Museum japanische Tonwaren und Porzellan, im kleineren Gebäude japanische Keramik-Technik.

## Bilder

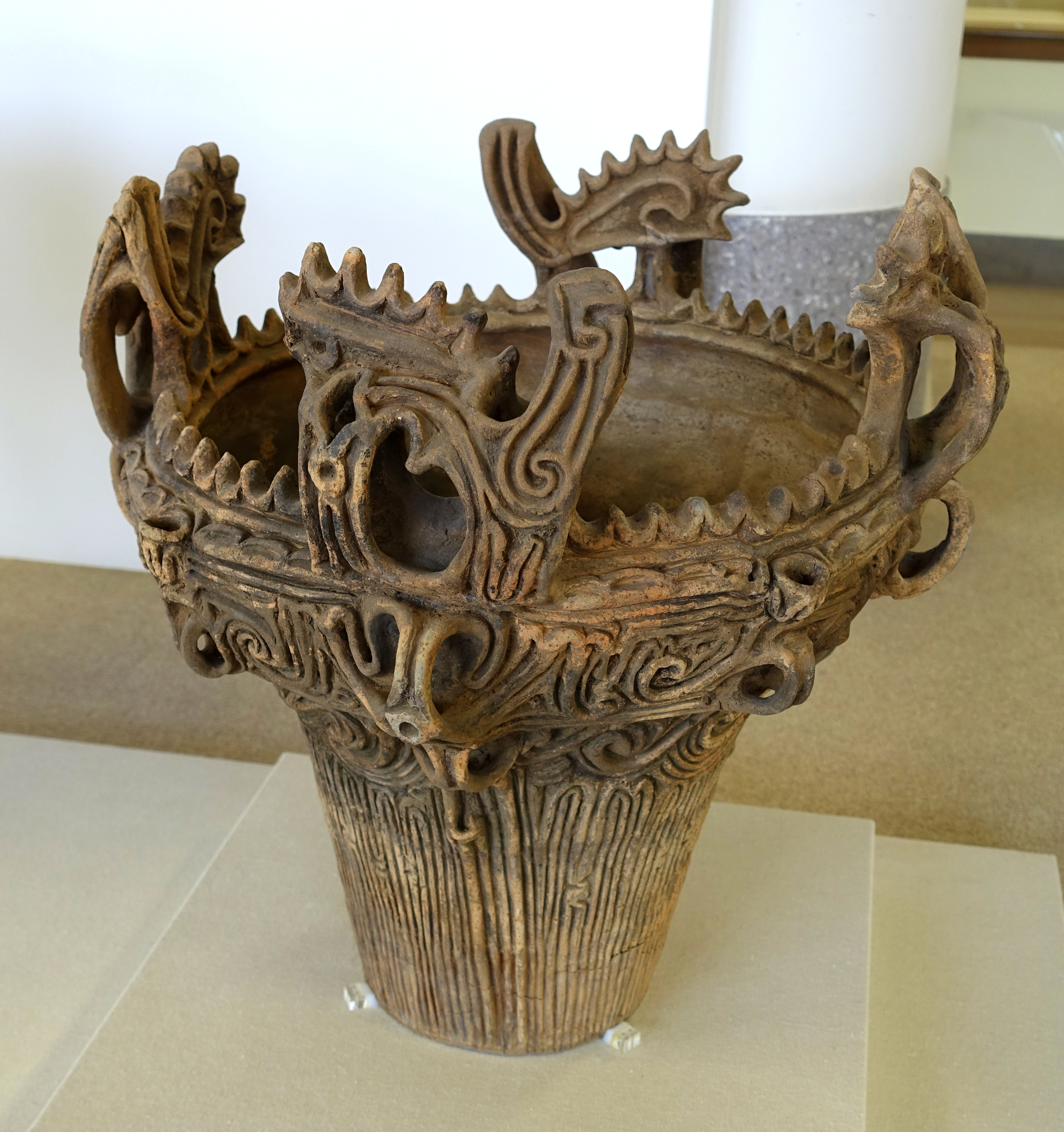
Jōmon Typ, 3500-2500 BC
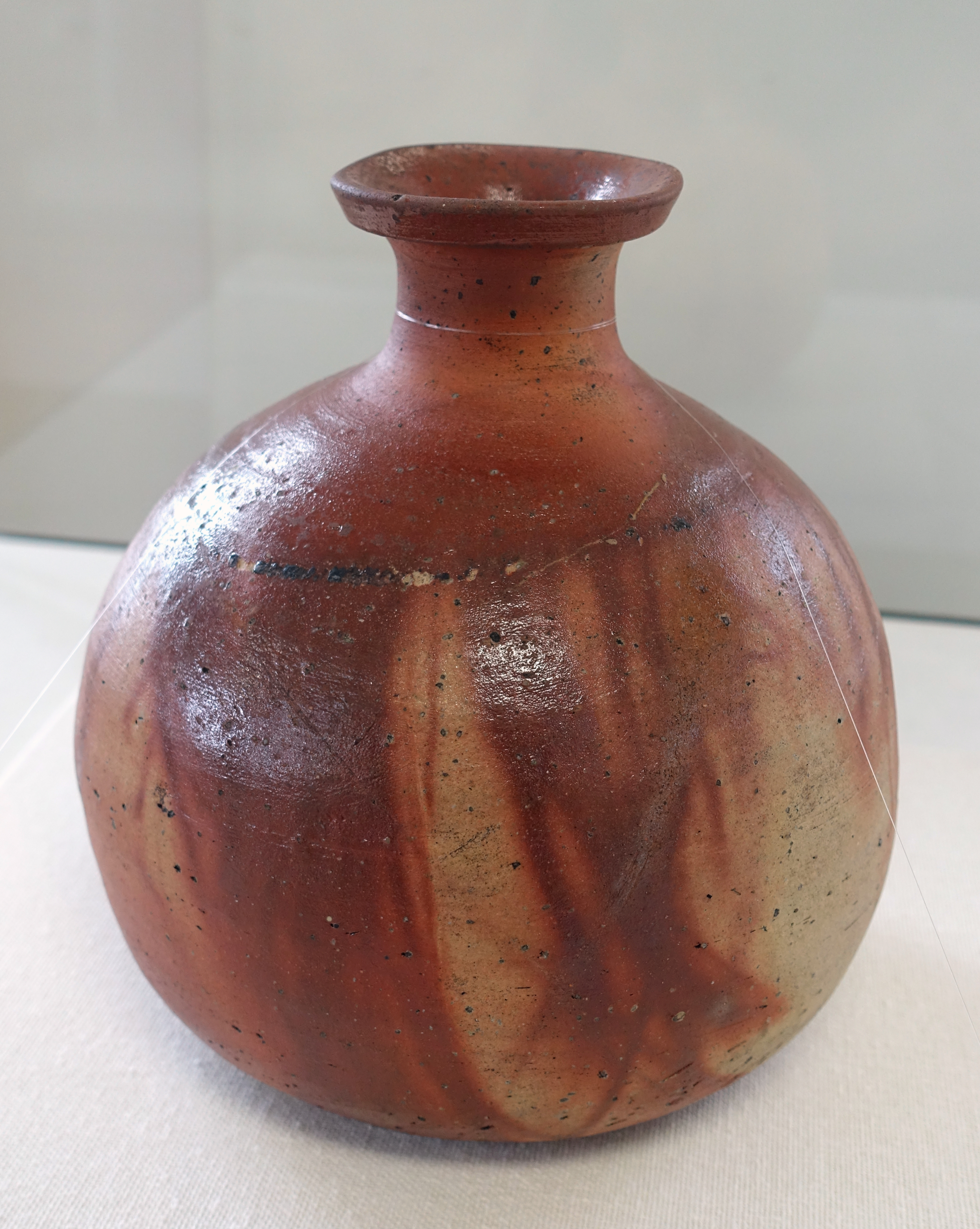
Bizen-Typ, 16. Jh.
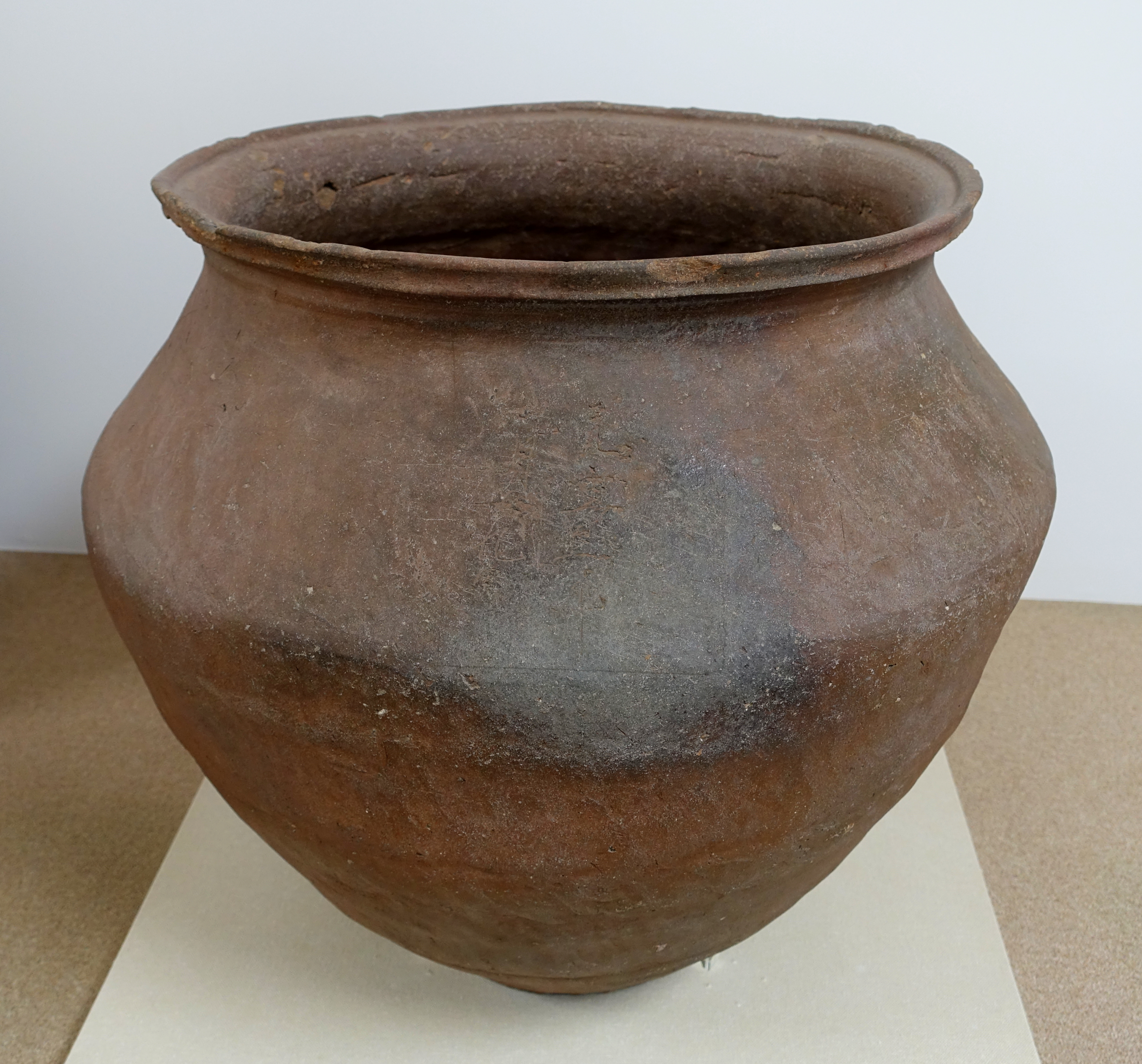
Echizen-Typ, 1323
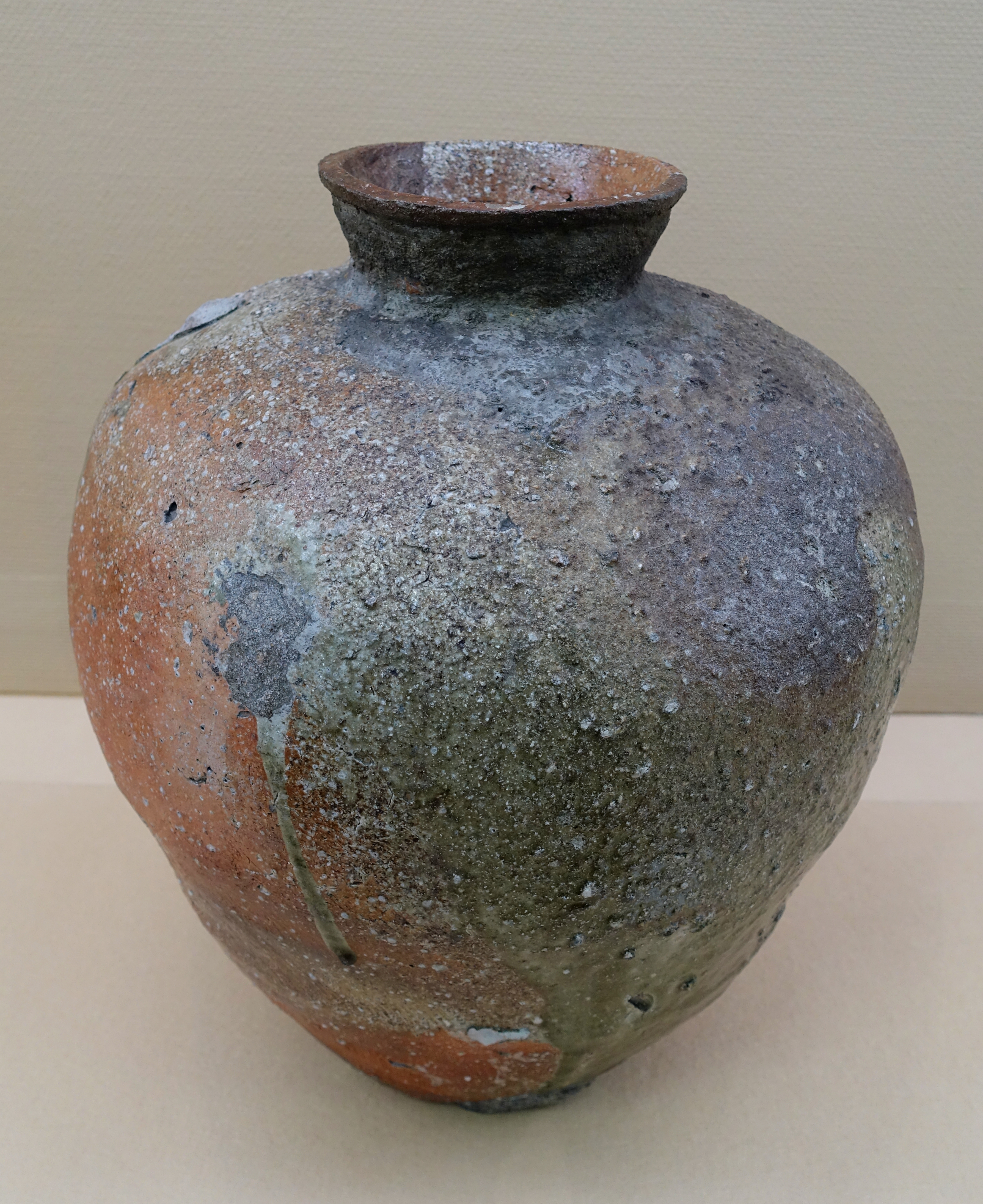
Shigaraki-Typ, 15. Jh.
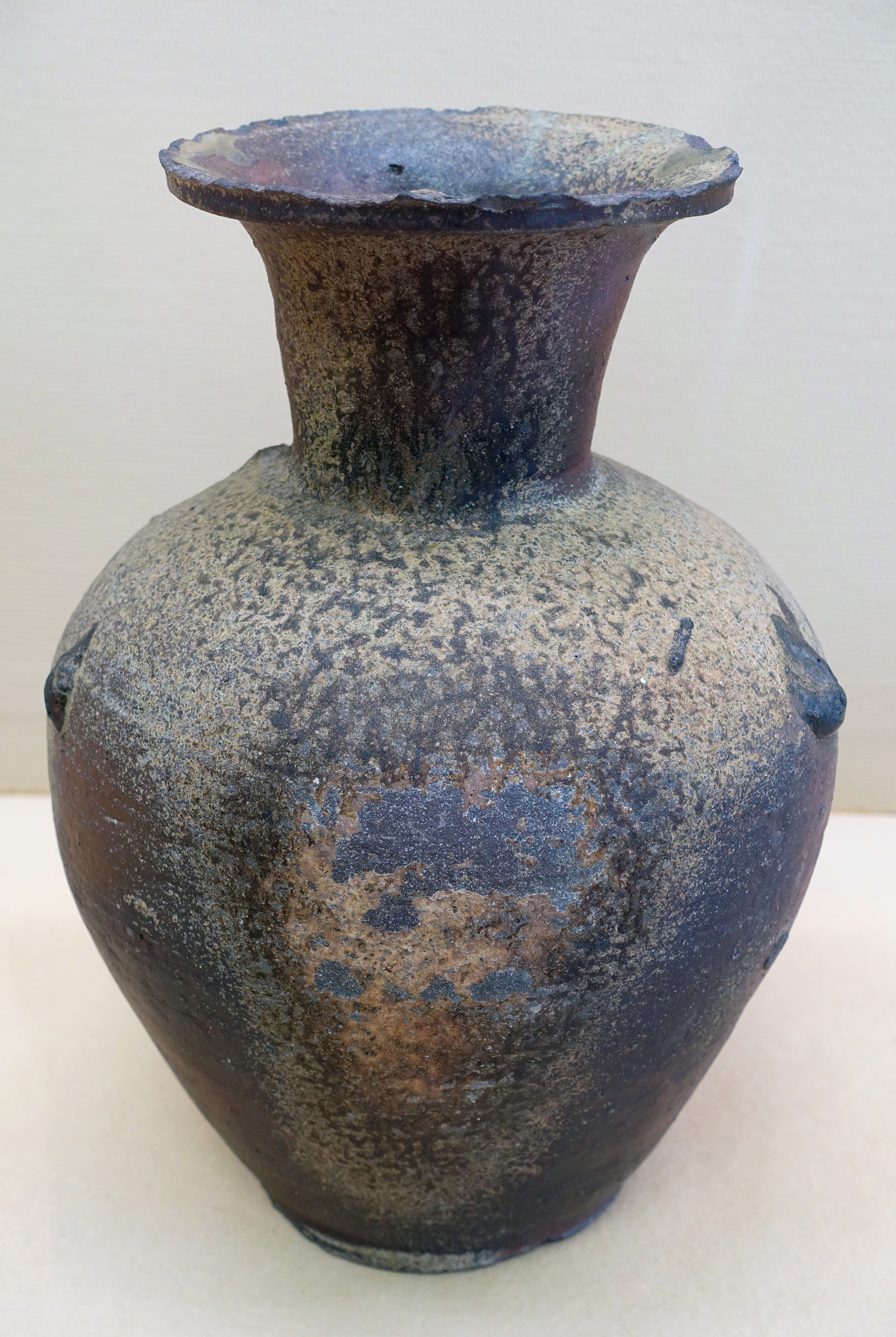
Sue-Typ, 10. Jh.
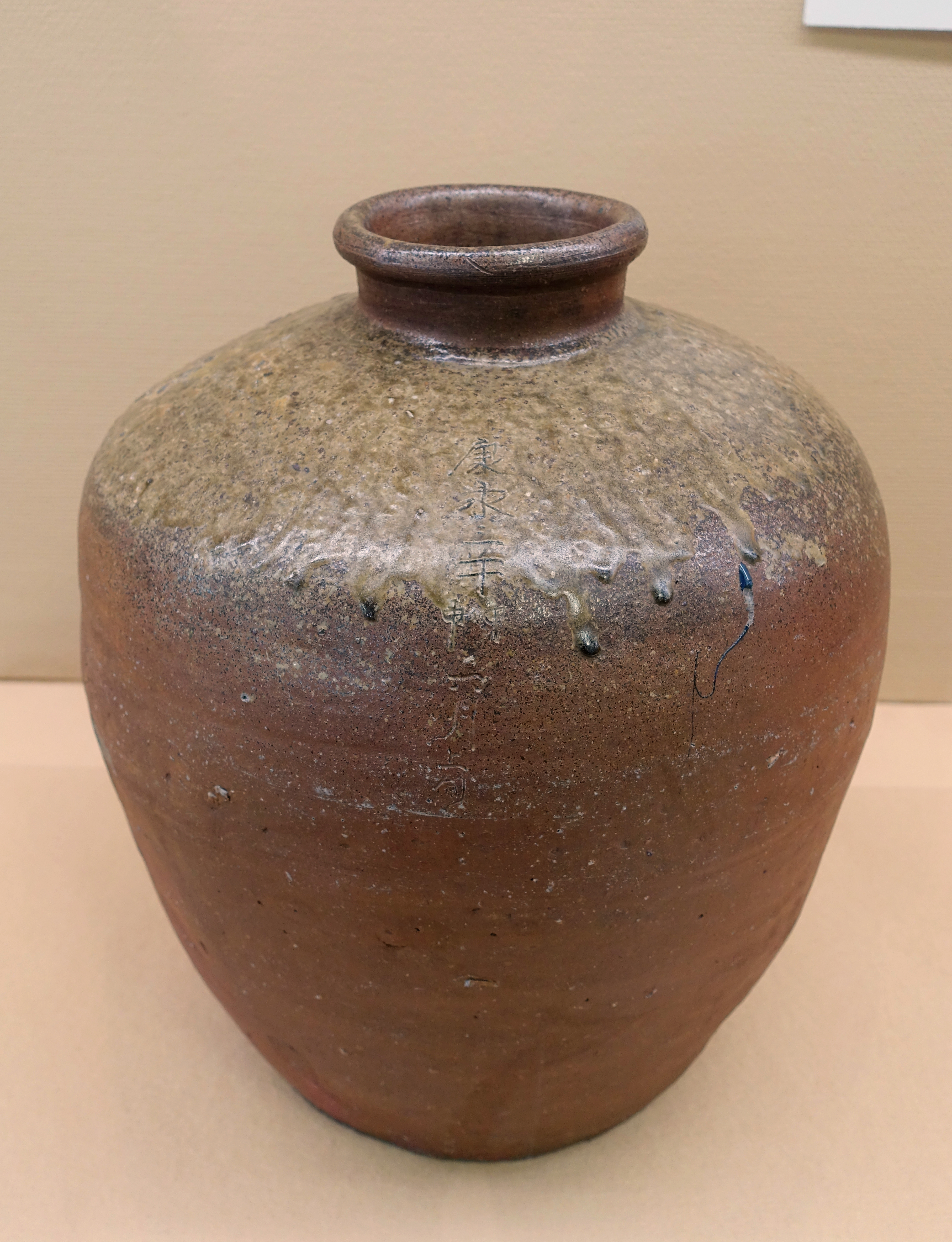
Tamba-Typ, 1344
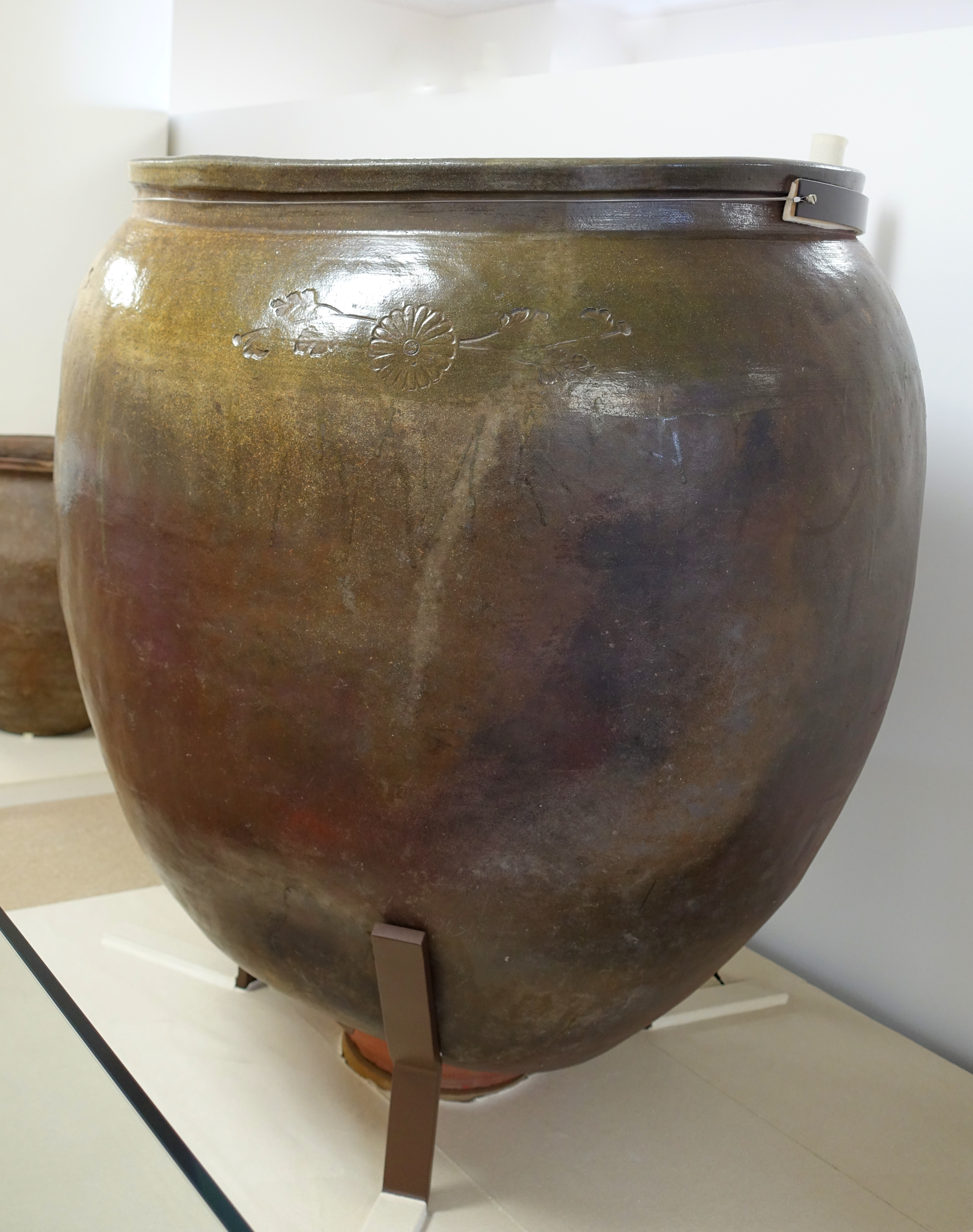
Tokonami-Typ, 18. Jh.

## Video
- Video-Übersicht über die Anlage